# Abra lunella
Abra lunella is een tweekleppigensoort uit de familie van de Semelidae. De wetenschappelijke naam van de soort werd in 1861 gepubliceerd door Gould.